# Dioskurowie

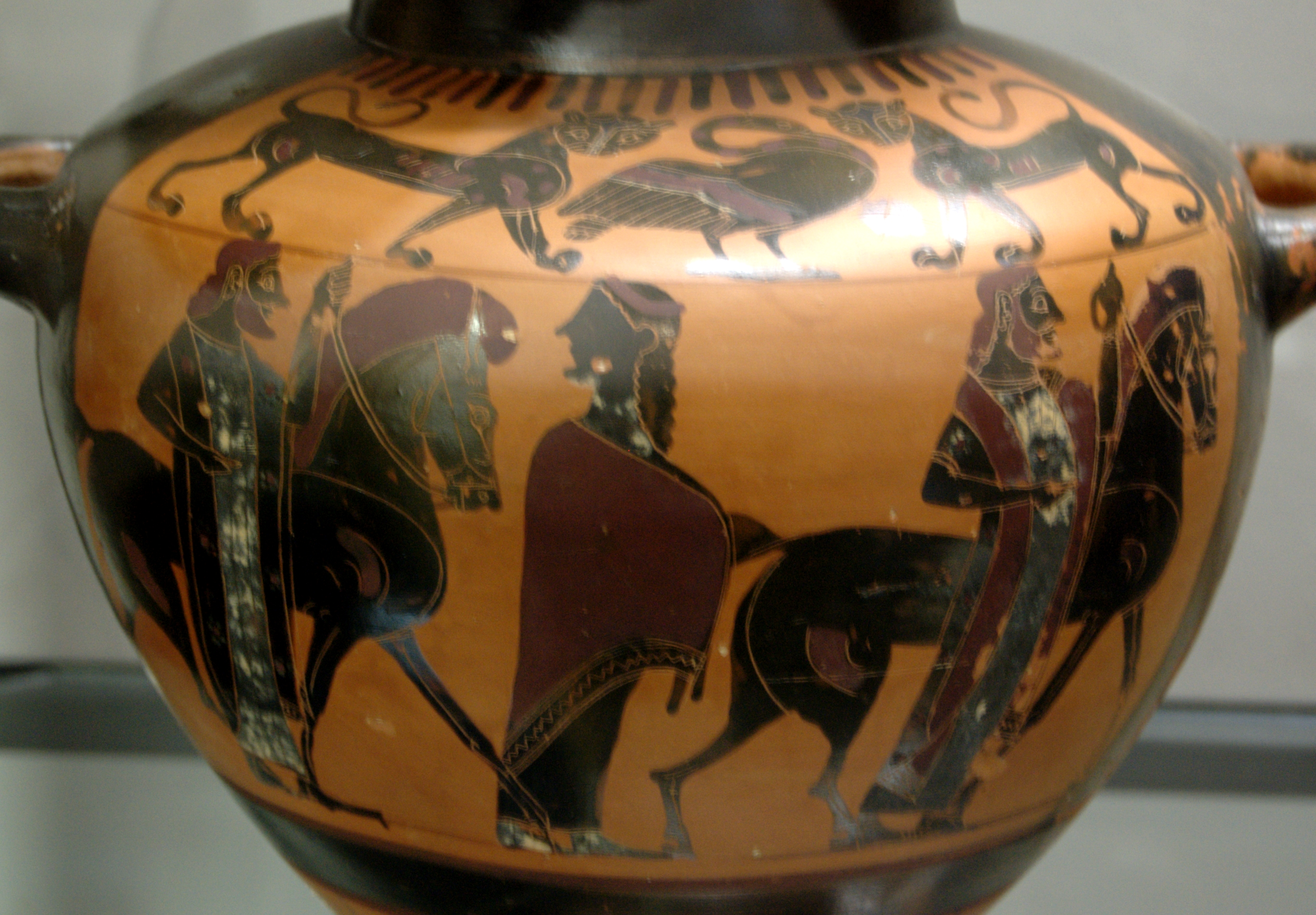
Pochód konny (Kastor, Polideukes i Helena), greckie malowidło wazowe w stylu czarnofigurowym na attyckiej hydrii z 560 r. p.n.e. z Vulci, Staatliche Antikensammlungen, Monachium

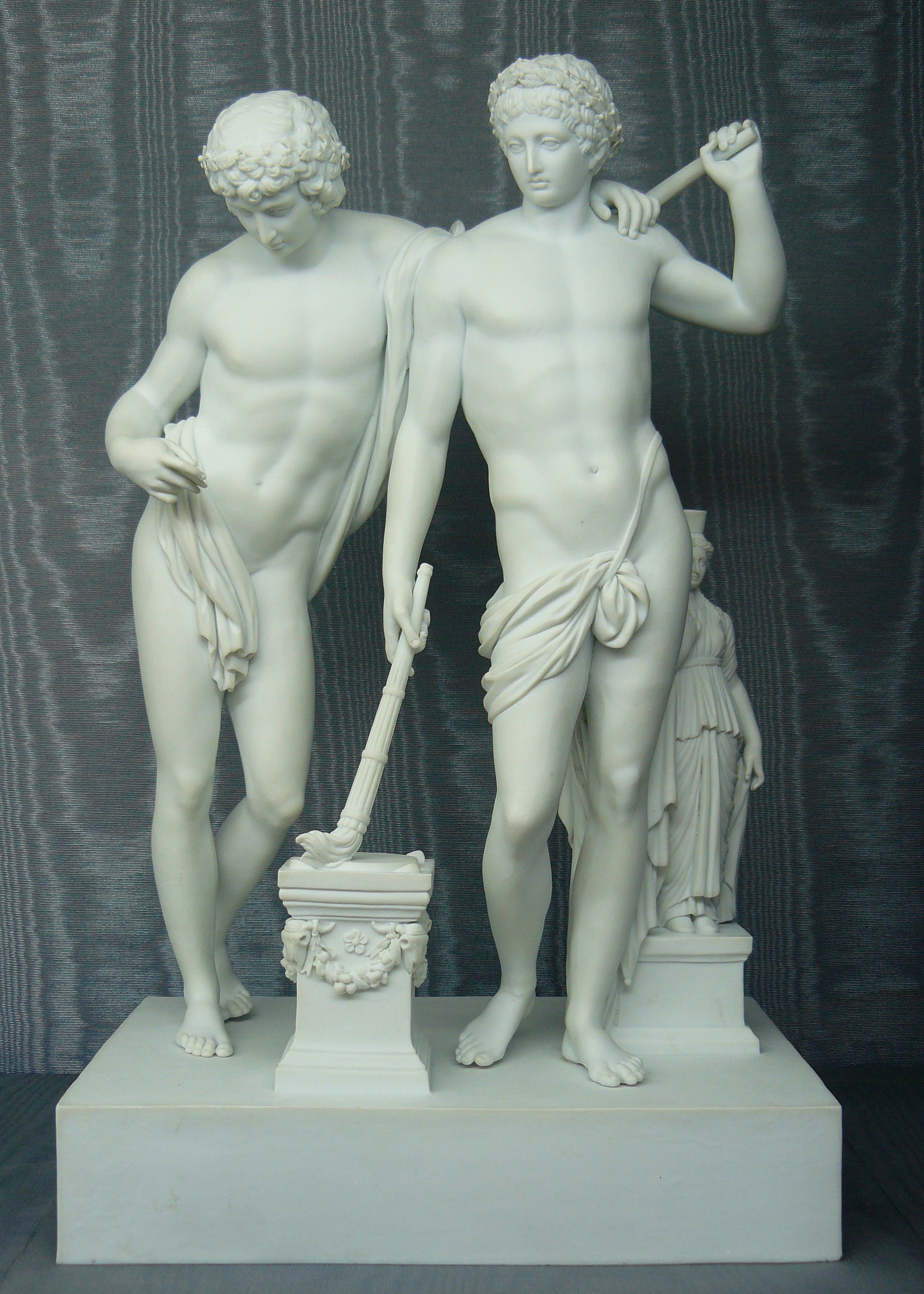
Kastor i Polluks (Polideukes), posąg z biskwitu, Narodowe Muzeum Ceramiki, Sèvres (kopia tzw. Grupy z San Ildefonso)

Dioskurowie (zw. także Tyndarydami; lp gr. Διόσκουρος Dióskouros, lm gr. Διόσκουροι Dióskouroi ‘synowie Zeusa’, lp łac. Dioscurus, lm łac. Dioscuri, Gemini ‘bliźnięta’), Kastor (gr. Κάστωρ Kástōr, łac. Castor) i Polideukes (także Polydeukes, Polluks; gr. Πολυδεύκης Polydeúkēs, łac. Pollux) – w mitologii greckiej bliźniacy, ubóstwieni herosi, Argonauci, uczestnicy łowów kalidońskich i amazonomachii, opiekunowie żeglarzy i żołnierzy.
Uchodzili za synów boga Zeusa i Ledy, żony króla Sparty. Byli braćmi Heleny i Klitajmestry, a także Filonoe (Fylonoe), Timandry i Fojbe (Febe).
Jedna z wersji mitu podaje, iż tej samej nocy królowa Leda oddała się Zeusowi (uwiódł ją pod postacią łabędzia) i swojemu mężowi, królowi Tyndareosowi. Stąd za ojca Polideukesa i Heleny uważano Zeusa, natomiast Kastora i Klitajmestry – męża Ledy. W związku z tym nazywano czasami Dioskurów Tyndarydami (gr. Tyndaridai ‘synowie Tyndareosa’).
Porwali obie córki króla Leukipposa, Fojbe i Hilajrę (Hilaejrę), narzeczone synów króla Afareusa – Idasa i Linkeusa.
Łączyła ich szczera braterska miłość. Po śmierci Kastora (Polideukes, w odróżnieniu od Kastora, był nieśmiertelny) Zeus obydwu przemienił w gwiazdozbiór nieba północnego, aby na zawsze pozostali razem.
Nazywano „Dioskurami” (ogniami Kastora i Polluksa) ognie świętego Elma.

Kiedy raz płynęli statkiem i rozszalała się gwałtowna burza, tak że już znikąd nie oczekiwano ratunku, nagle dwie gwiazdy jak dwa płomyki spadły z nieba i osiadły na głowach braci. Natychmiast nawałnica przeszła i morze wygładziło się – szerokie i spokojne. Żeglarze znają te ogniki, które wśród burzy zapalają się na szczytach masztów, i nazywają je dzisiaj ogniami św. Elma. Gdy Kastor w pewnej bitwie padł martwy, Polideukes nie chciał pozostać sam na świecie i Zeus obydwu przeniósł między gwiazdy, gdzie błyszczą jako Bliźnięta.

W sztuce wyobrażani są zwykle w postaci nagich młodzieńców, z wieńcami na głowach, z pochodnią.
Mityczni Dioskurowie (Kastor i Polideukes) są identyfikowani z gwiazdozbiorem Bliźniąt (Gemini). Imionami ich nazwano najjaśniejsze gwiazdy w gwiazdozbiorze Bliźniąt – Kastor (Castor) i Polluks (Pollux), jeden z księżyców Saturna (Polideukes) oraz czterotysięczne szczyty w Alpach Pennińskich - Castor (4228 m n.p.m.) oraz Pollux (4092 m n.p.m.).